# Golpe de mano (Explosión)
Golpe de mano (Explosión) és una pel·lícula bèl·lica amb estructura de western de coproducció hispano-italiana del 1970 escrita i dirigida per José Antonio de la Loma.

## Sinopsi
Guerra civil espanyola, 1938. Comença la batalla de l'Ebre. El capità Andujar, de l'exèrcit nacional, està al cap d'un grup de comandos; tracta de sobreviure amb els seus homes i prendre l'únic pont que es manté dret en el sector. Per la seva banda, l'alferes Novales s'escapa perquè pretén venjar el seu pare, assassinat per El Pernas al començament de la guerra.

## Repartiment
- Simón Andreu	...	Alferes Novales
- Daniel Martín	...	Capitán Andújar
- Rafael Hernández	...	Sargento Casquete
- Carlos Alberto Valentino		...	Manolo
- Carlos Vasallo	...	Fermín
- Óscar Pellicer	...	Marcelino
- Fernando Sancho	...	El Pernas
- Patty Shepard	...	Teresa
- Frank Braña...	El Fulminante

## Premis
Als Premis del Sindicat Nacional de l'Espectacle de 1969 fou guardonada amb el 2n premi a la millor pel·lícula i amb el premi al millor secundari per Rafael Hernández.